# (16362) 1979 MJ4
A (16362) 1979 MJ4 a Naprendszer kisbolygóövében található aszteroida. Eleanor F. Helin és Schelte J. Bus fedezte fel 1979. június 25-én.